# Emma Corrin
Emma-Louise Corrin, känd som Emma Corrin, född 13 december 1995 i Tunbridge Wells, Kent, är en brittisk skådespelare.
Corrin har bland annat medverkat i TV-serien The Crown från 2020 i rollen som Diana, prinsessa av Wales. Hen har även medverkat i filmen Lady Chatterleys älskare från 2022 samt My Policeman från samma år.
Corrin var från september 2023 till maj 2025 i förhållande med Rami Malek.

## Filmografi (i urval)
- 2020 – The Crown (TV-serie)
- 2022 – Lady Chatterleys älskare
- 2022 – My Policeman
- 2023 – Retreat (TV-serie)
- 2024 – Deadpool & Wolverine
- 2023 – Good Grief
- 2024 – Nosferatu